# (246167) Joskohn
(246167) Joskohn est un astéroïde de la ceinture principale.

## Description
(246167) Joskohn est un astéroïde de la ceinture principale. Il fut découvert le 5 septembre 2007 à l’Observatoire d'Épendes par Peter Kocher. Il présente une orbite caractérisée par un demi-grand axe de 2,63 UA, une excentricité de 0,19 et une inclinaison de 10,9° par rapport à l'écliptique.